# たかテレビ
たかテレビは、兵庫県多可郡多可町が運営しているケーブルテレビ局である。前身は合併前の加美町が開局した「かみテレビ」。

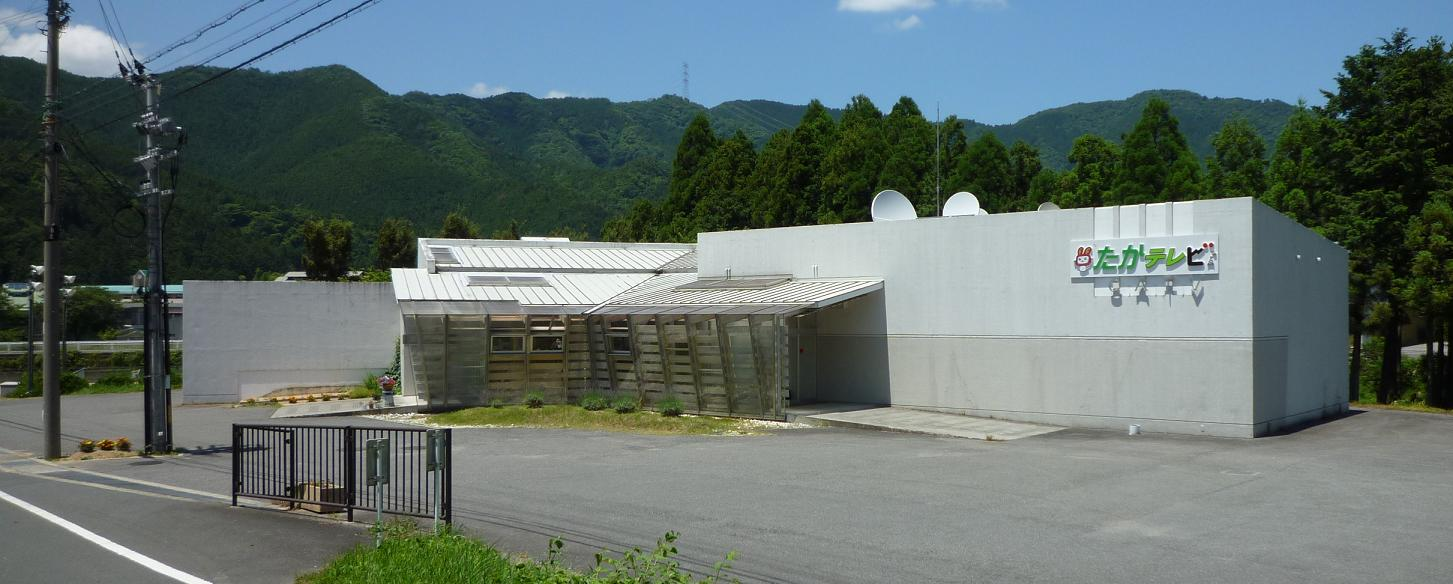
たかテレビ局舎

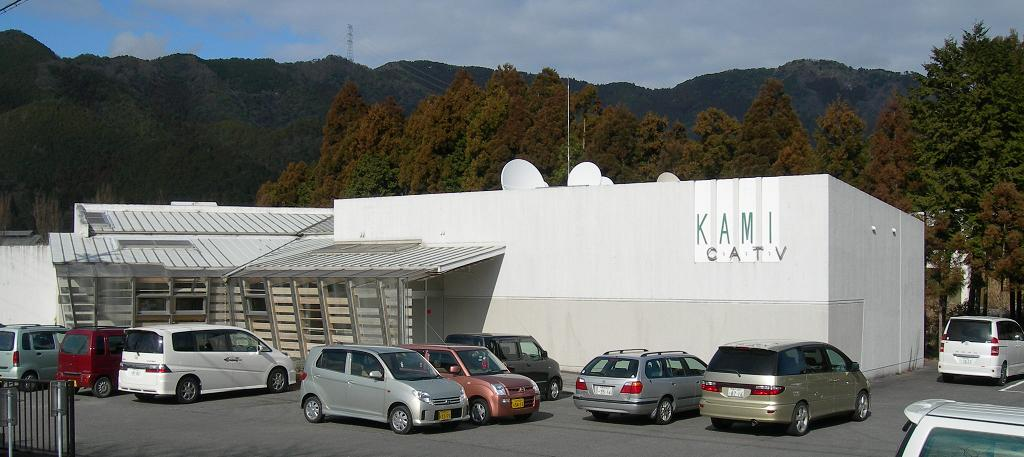
かみテレビだった頃の局舎　2009年1月撮影

## 局舎所在地
- 兵庫県多可郡多可町加美区豊部1874

## サービスエリア
- 兵庫県多可郡多可町全域

## 沿革と今後の計画
- 1997年（平成9年）当時の加美町が「かみテレビ」を開局。条例では「加美町農村多元情報システム施設」。英文名は「kami CATV Network」。
- 2005年11月　合併により、多可町町営のケーブルテレビ局となるが、サービスエリアは加美区（旧・加美町）だけのままであった。
- 2008年　地域情報化政策[1]にそってケイ・オプティコム（eo光テレビ）による全町ケーブルテレビ整備が開始された。多可町は多可町自主放送のための施設のみを受け持つ予定と公表された。
- 2009年4月　「かみテレビ」は、「たかテレビ」[2]に名称変更される。
- 2009年6月時点で、新・ケーブルテレビへの移行期間である。旧・かみテレビの利用者は順次、新・ケーブルテレビへ移行。旧・サービスは2009年9月をもって停止される予定である。
- 新・サービスへの移行後、多可町の出身グループ「イタメン9」とのコラボ企画が2014年から始まっている。

## 主な放送チャンネル

### 地上波系列別再送信局
| NHK-G   | NHK-E   | NNN            | ANN      | JNN      | TXN        | FNS        | JATIS      |
| ------- | ------- | -------------- | -------- | -------- | ---------- | ---------- | ---------- |
| NHK神戸 | NHK大阪 | よみうりテレビ | 朝日放送 | 毎日放送 | テレビ大阪 | 関西テレビ | サンテレビ |

### テレビ局
2025年1月現在のケーブルテレビ放送
チャンネル一覧表
| デジタル | リモコンID | 放送局         |
| -------- | ---------- | -------------- |
| 011      | 地上1      | NHK神戸総合    |
| 021      | 地上2      | NHK大阪教育    |
| 031      | 地上3      | サンテレビ     |
| 041      | 地上4      | 毎日放送       |
| 061      | 地上6      | 朝日放送       |
| 081      | 地上8      | 関西テレビ     |
| 071      | 地上7      | テレビ大阪     |
| 101      | 地上10     | よみうりテレビ |
| 111      | 地上11     | 多可町自主放送 |

旧・かみテレビの伝送施設による放送
| アナログ | 放送局               |
| -------- | -------------------- |
| 1        | NHK神戸総合          |
| 12       | NHK大阪教育          |
| 3        | サンテレビ           |
| 4        | 毎日放送             |
| 6        | 朝日放送             |
| 8        | 関西テレビ           |
| 11       | テレビ大阪           |
| 10       | 読売テレビ           |
| 2        | さわやかチャンネル   |
| 5        | 文字放送             |
| 9        | 気象情報             |
| 14       | NHKBS1               |
| 15       | NHKBS2               |
| 16       | WOWOW                |
| 17       | グリーンチャンネル   |
| 18       | 衛星劇場             |
| 20       | レジャーチャンネル   |
| 21       | 朝日ニュースター     |
| 22       | GAORA                |
| 23       | スターチャンネル     |
| 34       | ガイドチャンネル     |
| 35-40    | リクエストチャンネル |

※その他のデジタルBS・CSについてはeo光テレビ#BS・CSデジタル放送の一覧表を参照

### ラジオ局
旧・かみテレビの伝送施設による放送
| MHz  | 放送局       |
| ---- | ------------ |
| 78.5 | NHK神戸FM    |
| 80.2 | FM802        |
| 81.9 | Kiss FM KOBE |
| 85.1 | FM OH!       |

## インターネットサービス
- かみテレビでは、「かみネット」という名称でサービスが実施されている。[4]ケイ・オプティコムによる全町ケーブルテレビに移行が完了する予定の2009年9月に「かみネット」はサービス廃止の予定である。（「かみネット」公式サイトでは、「かみネット」によるメールサービスおよびホームページサービスは、2009年10月末の廃止予定と表記されている）